# Ruger Standard
Le Ruger Standard, ou Ruger MK I, est un modèle de pistolet introduit par la société Sturm Ruger en 1949.
Le Ruger Standard Model est un pistolet semi-automatique à percussion annulaire introduit en 1949 en tant que premier produit fabriqué par Sturm, Ruger & Co., et a été le membre fondateur d'une gamme de produits d'armes de poing à cartouche .22 Long Rifle, y compris ses itérations ultérieures : le MK II, MK III et MK IV. Il est commercialisé comme une percussion annulaire de calibre .22 bon marché destinée au sport occasionnel et au tir sur cible, et au plinking. Conçu par le fondateur de la société William B. Ruger, le modèle Standard et sa progéniture sont devenus les pistolets semi-automatiques de calibre .22 les plus acceptés et les plus réussis jamais produits.

### MK III (2004-2015)

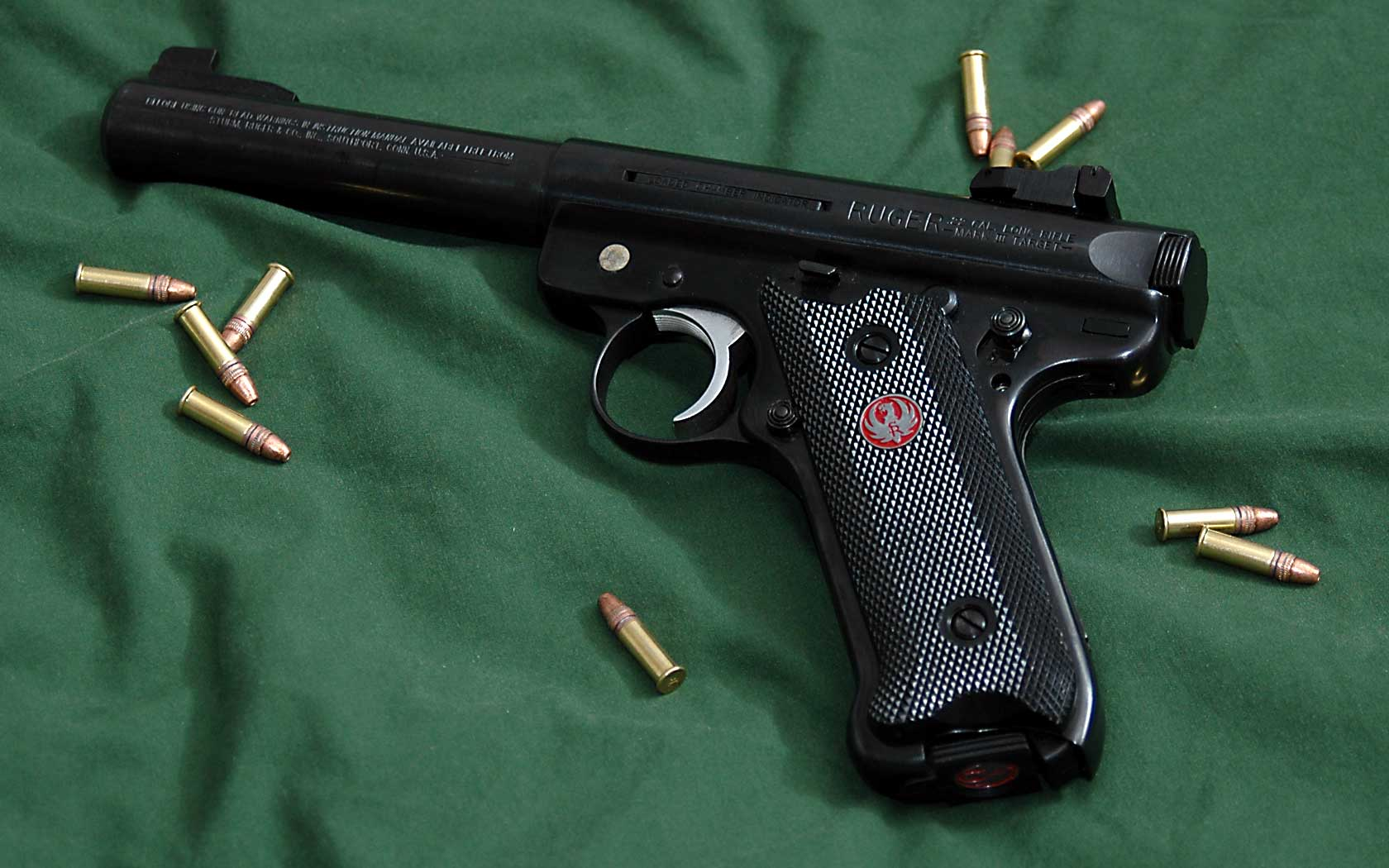
MKIII

### MK III 22/45

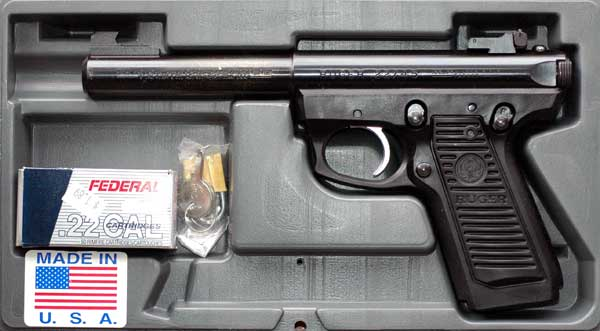
22/45